# 陳璋 (弘治進士)
陳璋（1470年—1540年），字宗獻，浙江温州府乐清县玉环乡竹冈里（今玉环市楚门镇东西村）人，民籍，明朝政治人物。

## 生平
弘治八年（1495年）乙卯科浙江鄉試第四□名舉人。弘治十八年（1505年）中式乙丑科會試第二百六十一名，三甲第一百零二名進士。因得罪權閹劉瑾，被免職回鄉。劉謹被誅后，起用為刑部主事。升员外郎，正德十一年（1516年）二月福建虑囚。升郎中，因谏南巡，罚跪五日，廷杖夺俸。十五年十一月升雲南按察司副使，遷山西行太仆寺卿，嘉靖六年九月升大理寺右少卿，进左少卿，七年四月升本寺卿，八年四月以病乞休，诏许回籍调治，仍给驿归。
嘉靖十二年五月起任刑部右侍郎，轉左侍郎，十三年南京太庙发生火灾，七月奉命前往勘察，查明为雷击导致。十四年七月被论劾致仕。嘉靖十九年卒于家，赐祭葬如例。

## 家族
曾祖陳鈍，吏部文选司郎中。母卓氏。慈侍下。